# 神奈川八光堂
有限会社神奈川八光堂（かながわはっこうどう）とは、神奈川県横浜市中区末吉町に本社を置く、剣道具の製造、販売会社。代表取締役社長は、神奈川県剣道連盟前会長有馬宗明の親戚筋にあたる有馬宗告。平塚市、宮崎県宮崎市、同都城市に支店がある。2007年3月24日、東国原英夫宮崎県知事が経費削減の一環で売却を指示した知事公用車（トヨタ・センチュリー）を255万円で落札した事で知られる。
倒産